# Kriegers Liebchen
Kriegers Liebchen, op. 379, är en polkamazurka av Johann Strauss den yngre. Den framfördes första gången den 7 oktober 1877 i Musikverein i Wien.

## Historia
Den 3 januari 1877 hade Johann Strauss femte operett premiär: Prinz Methusalem. Medan texten fick en del kritik hyllades Strauss musik och ansågs överträffa allt vad han dittills hade presterat för scenen. Sin vana trogen arrangerade han en rad orkesterstycken på motiv ur den nya operetten. Här rör det sig om en kuplett från akt III sjungen av Spadi. Då Johann Strauss befann sig i Paris i oktober 1877 (för att övervara premiären av La Tzigane, den franska versionen av Läderlappen) föll det på brodern Eduard Strauss att framföra Kriegers Liebchen i Musikverein den 7 oktober samma år.

## Om polkan
Speltiden är ca 4 minuter och 29 sekunder plus minus några sekunder beroende på dirigentens musikaliska tolkning.
Polkan var ett av fem verk där Strauss återanvände musik från operetten Prinz Methusalem:
- O schöner Mai!, Vals, Opus 375
- Methusalem-Quadrille, Kadrilj, Opus 376
- I-Tipferl-Polka, Polka-francaise, Opus 377
- Banditen-Galopp, Polka-Schnell, Opus 378
- Kriegers Liebchen, Polkamazurka, Opus 379